# David Rozehnal
David Rozehnal (* 5. července 1980 Šternberk) je bývalý český fotbalový obránce a reprezentant. Hrál na pozici středního obránce (stopera). Mistr Evropy hráčů do 21 let z roku 2002.
Oženil se v roce 2006 se svou přítelkyní Petrou Vránkovou po čtyřech letech známosti. Následující rok se jim narodil první syn.

## Klubová kariéra
David Rozehnal zahájil svou profesionální fotbalovou kariéru v moravském klubu SK Sigma Olomouc a jeho výkony mu brzo vynesly pozvánku do české reprezentace do 21 let.
V létě 2003 přestoupil za 19 000 000 Kč do belgického celku Club Brugge KV. V Belgii vyhrál s klubem belgický národní pohár a získal titul v belgické lize (sezóna 2004/2005). V červnu 2005 podepsal smlouvu s francouzským mužstvem Paris Saint-Germain.

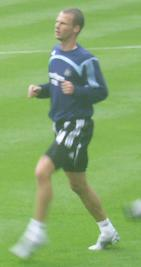
David Rozehnal při téninku v Newcastle United.

Ve francouzském celku působil v letech 2005–2007 a ve své druhé sezóně 2006/2007 byl vyhlášen klubovým hráčem sezóny. V roce 2006 vyhrál s týmem francouzský pohár, když PSG porazilo ve finále Olympique de Marseille 2:1. Jeho forma zaujala některé soupeře, např. německou Borussii Dortmund, anglický Newcastle United FC a španělskou Sevillu.
22. června 2007 bylo hráčovým agentem potvrzeno dosažení dohody o přestupu do Newcastlu. 25. června podstoupil Rozehnal zdravotní prohlídku a 29. června Newcastle United FC oznámil, že přestup za 2 900 000 £ je hotov. 11. srpna český hráč absolvoval první zápas v dresu Newcastlu proti domácímu Boltonu Wanderers, byla to úspěšná premiéra, neboť Newcastle vyhrál 3:1.
Po půl roce (konkrétně 31. ledna 2008) však odešel na hostování do italského Lazia a 9. června 2008 se stal jeho hráčem. Stihl zde získat italský pohár v roce 2009.
Po roce v Itálii David Rozehnal opouští Řím a míří do německé Bundesligy do klubu Hamburger SV, kde podepisuje kontrakt do 30. června 2012. Po slabších výkonech a několika chybách ale ztratil místo v prvním týmu Hamburku. 31. srpna 2010 německý klub potvrdil zájem Lille OSC o roční hostování s tím, že Hamburk bude hradit část hráčova platu.
V Lille získal v roce 2011 francouzský fotbalový pohár, když ve finále čelil svému bývalému klubu Paris Saint-Germain. Lille zvítězilo 1:0 a získalo tuto trofej poprvé od roku 1955. Po sezóně 2010/2011, ve které Lille získalo také ligový titul se Rozehnal stal kmenovým hráčem francouzského klubu.
V červenci 2015 po vypršení smlouvy s Lille přestoupil do belgického klubu KV Oostende. V roce 2018 zde ukončil kariéru.

## Reprezentační kariéra

### U21
David Rozehnal působil v letech 2001–2002 v české reprezentaci do 21 let. Celkem odehrál 8 zápasů s bilancí 3 výhry, 3 remízy (zápasy na ME U21 s Itálií – 3:2 po prodloužení a Francií – 3:1 na pokutové kopy skončily vítězstvím ČR až po řádné hrací době) a 2 prohry, vstřelil 1 gól.

#### Mistrovství Evropy hráčů do 21 let 2002
Zúčastnil se Mistrovství Evropy hráčů do 21 let v roce 2002 ve Švýcarsku, kde česká reprezentační jedenadvacítka vyhrála svůj premiérový titul, když ve finále porazila Francii na pokutové kopy.
V prvním zápase základní skupiny B 16. května prohrála česká reprezentace s Francií (prohra 0:2), trenér Miroslav Beránek nasadil Davida Rozehnala v základní sestavě, ten odehrál plný počet minut. 19. května následoval zápas s Belgií konaný v Ženevě, Rozehnal odehrál opět kompletní utkání, které skončilo výsledkem 1:0 pro ČR. V posledním zápase skupiny proti Řecku nehrál, zápas dospěl k remíze 1:1.
V semifinále 25. května narazilo české mládežnické družstvo na tým Itálie, který porazilo zlatým gólem na 3:2 Michala Pospíšila v 9. minutě prodloužení. Rozehnal strávil na hřišti kompletních 100 minut a v první minutě vstřelil úvodní gól utkání.
Ve finále 28. května se ČR opět střetla se svým soupeřem ze základní skupiny Francií. Tentokrát gól v řádné hrací době ani v prodloužení nepadl a musely rozhodnout pokutové kopy. V nich exceloval Petr Čech, jenž zlikvidoval 3 ze 4 pokusů soupeře a český tým slavil svůj první titul. David Rozehnal byl jistý v obraně a absolvoval celé utkání. Zároveň to bylo poslední vystoupení mladého obránce za reprezentační tým do 21 let.

### A-mužstvo
První zápas v A-mužstvu české reprezentace absolvoval David Rozehnal 18. února 2004 proti Itálii, přátelský zápas hraný v italském městě Palermo skončil remízou 2:2, hráč odehrál první poločas.
Po zápase s Arménií (červen 2005) v kvalifikaci o Mistrovství světa 2006 tehdejší trenér Karel Brückner přirovnal jeho výkon k baroku (nepovedený zápas). Poté šly jeho výkony rapidně nahoru a v listopadovém barážovém dvojzápase uhlídal nebezpečného norského útočníka Johna Carewa (ČR vyhrála 1:0 v Norsku i v domácí odvetě).
Svůj první a jediný gól v dresu národního týmu (A-mužstva) vstřelil v přátelském utkání 12. srpna 2009 na stadioně Na Stínadlech v Teplicích proti Belgii, když v 78. minutě zvyšoval na konečných 3:1 pro Českou republiku.
Celkem odehrál v seniorské reprezentaci 60 utkání s bilancí 33 výher, 13 remíz a 14 proher. Vstřelil 1 gól.
Účast na vrcholových turnajích:
- ME 2004 v Portugalsku
- MS 2006 v Německu
- ME 2008 v Rakousku a Švýcarsku

#### EURO 2004
Na evropském šampionátu 2004 v Portugalsku byl český tým nalosován do poměrně těžké skupiny s Německem, Nizozemskem a Lotyšskem. V prvním utkání 15. června 2004 proti Lotyšsku (výhra ČR 2:1) David Rozehnal nenastoupil. Objevil se až ve druhém zápase 19. června 2004 na stadionu v Aveiru proti Nizozemsku, když v 75. minutě nahradil na hřišti Jana Kollera. Česká reprezentace v divokém zápase 4 minuty předtím srovnala dvougólové manko a Rozehnal přišel vyztužit obranné řady. ČR nakonec zápas dokázala otočit a vyhrát poměrem 3:2. V posledním vystoupení českého celku v základní skupině si trenér Karel Brückner mohl dovolit 9 změn v základní sestavě, ale Rozehnal v ní nechyběl. Český tým porazil Německo 2:1 a vyhrál skupinu s plným počtem bodů (9).
Ve čtvrtfinále 27. června 2004 narazilo národní mužstvo na Dánsko, celek vyznávající rovněž ofenzivní hru. V 65. minutě střídal na hřišti René Bolfa, české mužstvo zvítězilo nad skandinávským soupeřem přesvědčivě 3:0.
V semifinále se favorizovaný český tým utkal s překvapením turnaje Řeckem a podlehl mu 0:1 po prodloužení, rozhodl stříbrný gól Traianose Dellase. Do tohoto zápasu David Rozehnal nenastoupil, přednost dostal René Bolf.

#### Mistrovství světa 2006
Na MS 2006 v Německu se střetla česká reprezentace v základní skupině E postupně s USA, Ghanou a Itálií. V prvním zápase (12. června 2006 proti USA, výhra ČR 3:0) odehrál Rozehnal kompletní počet minut, ale již v 16. minutě dostal žlutou kartu. Ve druhém utkání 17. června 2006 s Ghanou absolvoval na hřišti rovněž celou hrací dobu, ale prohře 0:2 nedokázal se svými spoluhráči zabránit.
V závěrečném zápase základní skupiny 22. června proti Itálii byl na hřišti svědkem prohry 0:2, která znamenala obsazení nepostupového třetího místa se 3 body za Itálií a Ghanou.

#### EURO 2008
Na ME 2008 ve Švýcarsku a Rakousku byl český tým nalosován do základní skupiny A se Švýcarskem, Portugalskem a Tureckem. V prvním zápase (zahajovací utkání šampionátu) proti Švýcarsku nastoupil David Rozehnal v základní sestavě, utkání skončilo vítězstvím ČR 1:0. Ve druhém utkání s Portugalskem nedokázal se spoluhráči zabránit 3 brankám v české síti a český tým prohrál 1:3. Rozehnal odehrál celý zápas. Ve třetím utkání s Tureckem, v němž se oba celky utkaly o přímý postup do čtvrtfinále byl u kolapsu českého týmu, který nedokázal v závěru udržet náskok 2:0 a prohrál výsledkem 2:3.

### Reprezentační góly a zápasy

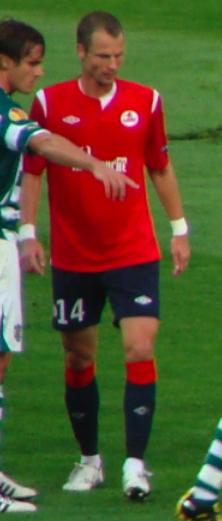
David Rozehnal během utkání Lille OSC se Sportingem Lisabon (2010).

Góly Davida Rozehnala za českou reprezentaci do 21 let
| Gól | Datum       | Stadion                     | Soupeř | Skóre (min.) | Výsledek         | Soutěž      | Gól         |
| --- | ----------- | --------------------------- | ------ | ------------ | ---------------- | ----------- | ----------- |
| 010 | 25. 5. 2002 | Hardturm, Curych, Švýcarsko | Itálie | 01:0 0(1.)   | 3:2 0(po prodl.) | ME U21 2002 | padl ze hry |

Góly Davida Rozehnala za A-mužstvo české reprezentace
| Gól | Datum       | Stadion                | Soupeř | Skóre (min.) | Výsledek | Soutěž           | Gól         |
| --- | ----------- | ---------------------- | ------ | ------------ | -------- | ---------------- | ----------- |
| 010 | 12. 8. 2009 | Na Stínadlech, Teplice | Belgie | 03:1 0(78.)  | 3:1      | přátelské utkání | padl ze hry |

| Rok    | Zápasy | Góly |
| ------ | ------ | ---- |
| 2001   | 2      | 0    |
| 2002   | 6      | 1    |
| Celkem | 8      | 1    |

| Rok    | Zápasy | Góly |
| ------ | ------ | ---- |
| 2004   | 9      | 0    |
| 2005   | 9      | 0    |
| 2006   | 13     | 0    |
| 2007   | 10     | 0    |
| 2008   | 12     | 0    |
| 2009   | 7      | 1    |
| Celkem | 60     | 1    |

## Úspěchy

### Klubové
Club Brugge KV
- 1× vítěz belgické ligy (2004/2005)
- 1× vítěz belgického poháru (2005)

Paris Saint-Germain FC
- 1× vítěz francouzského poháru (2006)

SS Lazio
- 1× vítěz italského poháru (2009)

Lille OSC
- 1× vítěz Ligue 1 (2010/2011)
- 1× vítěz francouzského poháru (2011)

### Reprezentační
- 1× účast na MS (2006 – základní skupina)
- 2× účast na ME (2004 – 3. místo, 2008 – základní skupina)
- 1× účast na ME "21" (2002 – 1. místo)

### Individuální
- hráč sezóny 2006/2007 v Paris Saint-Germain[4]